# Эрар де Бриенн-Рамрю
Эрар де Бриенн-Рамрю (Érard de Brienne-Ramerupt) (1182/85 — 1245/46) — сеньор де Рамрю и де Венизи, претендент на графство Шампань.

## Биография
Второй сын Андре де Рамрю и Аделаиды де Тренель-Венизи, дамы де Венизи и де Сен-Валерьен. В 1189 г. наследовал отцу, погибшему вместе со старшим сыном при осаде Акры. До совершеннолетия находился под опекой матери и её второго мужа Гоше де Жуаньи. Первая подписанная им хартия датирована 1203 годом.
Около 1207 года женился на Гелисенде, происхождение которой не выяснено. По мнению некоторых историков, это Гелисенда де Ретель, дочь графа Ретеля Гуго II. Но брак был аннулирован из-за близкого родства супругов. Ребёнок (сын) умер в младенческом возрасте.
Когда его кузен Жан де Бриенн стал королём Иерусалима, Эрар отправился на Святую Землю (в 1213 году). Там он в 1214 году женился на Филиппе Шампанской (1195/97 — 1250) — дочери умершего в 1197 году короля Генриха Шампанского. Вернувшись в свои владения, Эрар от имени жены предъявил притязания на графство Шампань, которым прежде владел её отец.
В 1216 году началась война за Шампанское наследство, которая проходила неудачно для претендентов. По договору от 2 ноября 1221 года Эрар и Филиппа отказались от всех притязаний на Шампань в обмен на единовременную выплату 4000 провенских ливров и ежегодную ренту в 1200 ливров. Ренту они обменяли на сеньории Эрбисс, Сен-Мар-ан-От, Марэи-ан-От и Вильнёв-о-Шемен.
В 1224 году Эрар помирился с Тибо IV Шампанским. В 1226 году он продал ему сеньорию Эрбисс за 2500 ливров. В 1227 году он обменял сеньории Сен-Мар-ан-От и Марэи-ан-От на вторую половину сеньории Рамрю, принадлежавшую Гелисенде де Ретель — его предполагаемой первой жене.
Ерар последний раз прижизненно упоминается в хартии от августа 1245 года. Вероятно, вскоре он умер.
Дети:
- Анри де Бриенн (ум. 1248), сеньор де Рамрю и де Венизи;
- Эрар II де Бриенн (убит 08.02.1250), сеньор де Рамрю;
- Мария де Бриенн, жена Гоше III де Шатильона, сеньора Нантёй-ла-Фосс;
- Маргарита де Бриенн, жена Дирка (Тьерри) IV ван Беверена, шателена Диксмуде;
- Элоиза де Бриенн, умерла в молодом возрасте;
- Изабелла де Бриенн, жена графа Генриха V де Гранпре;
- Жанна де Бриенн, жена Матьё III де Монморанси;
- Сибилла де Бриенн, аббатиса в Пьете-Дьё-ле-Рамрю;
- Аликс де Бриенн.

После смерти Эрара II де Бриенна (1250) его доля сеньории Рамрю была разделена на 4 части, которые наследовали сёстры — Мария, Маргарита, Изабелла и Жанна. Потом долю Маргариты купил муж Изабеллы Генрих де Гранпре.